# Grotte de Dargilan
Grotte de Dargilan is een druipsteengrot vijf km ten noorden van Meyrueis in het departement Lozère in Zuid-Frankrijk.
De grot wordt ook de roze grot genoemd, omdat de grot van nature roze is gekleurd door kalkspaat en ijzeroxiden.
De grot is ontdekt in 1880 door Jean Sahuquet. In 1888 is de grot onderzocht door de bekende speleoloog Édouard-Alfred Martel. In 1890 is de grot ingericht. De totale omvang van de grot is circa twee kilometer waarvan een kilometer binnen de bezichtiging met gids valt. De grot is het hele jaar geopend.

## Indeling
De grot heeft twee verdiepingen. De bovenste verdieping is een grote zaal met veel stalagmieten. De onderste zaal (bereikbaar door een trap) is een voormalige bedding van een onderaardse rivier.
Sommige stalagmieten hebben namen gekregen zoals onder andere de kleine kerk, Kerstman, Maagd Maria en het kind.
Ook is er bij het plafond boven in de grot een dunne afzetting, macaroni genoemd.
Tevens is er een grote versteende waterval van 100 meter lang en 20 meter hoog.
In de laatste zaal is de grootste zuil, die circa 16 meter hoog bij 9 meter breed is.